# Сент-Эгюлен
Сент-Эгюле́н (фр. Saint-Aigulin) — коммуна во Франции, находится в регионе Новая Аквитания. Департамент коммуны — Шаранта Приморская. Входит в состав кантона Монгюйон. Округ коммуны — Жонзак.
Код INSEE коммуны — 17309.

## География
Относится к О-Сентонжу (фр.) с самых давних времён. Сен-Эгюлен является самой восточной коммуной департамента Приморская Шаранта и расположена примерно в 145 километрах к юго-востоку по прямой от Ла-Рошели, префектуры департамента.
Сент-Эгюлен находится почти на Гринвичском меридиане, который проходит по мосту через реку Дрон (фр.), перед въездом в небольшой соседний городок Ла-Рош-Шале, расположенный в департаменте Дордонь.
Сен-Эгюлен — одна из двух коммун Приморской Шаранты, граничащих с департаментом Дордонь. Река Дрон, на протяжении примерно 16 км служит как естественной, так и административной границей между департаментами.
Через Сен-Эгюлен, который вместе с Ла-Рош-Шале образует небольшую агломерацию со сплошной застройкой и разреженной городской структурой, проходит департаментальная дорога 730 (фр.) — основная дорога, проходящая с востока на запад через сентонжский Дубль (фр.), лесистый регион, в котором также расположен Сен-Эгюлен.
Сен-Эгюлен пересекает Железнодорожная линия Париж — Бордо (фр.) с очень интенсивным движением, которая была первой, построенной в департаменте, задолго до линии Нант — Сент (фр.), которая обслуживает Ла-Рошель и Рошфор. Поезда компании TER Nouvelle-Aquitaine останавливаются на станции Сен-Эгюлен — Ла-Рош-Шале (фр.).
| Босканнан, Ле-Фуйу | Ла-Женетуз | Медийак (Шаранта), Паркуль-Шено (фр.) (Дордонь) |
| Сен-Мартен-де-Ку   | Компас     | Ла-Рош-Шале (Дордонь)                           |
|                    | Ла-Бард    |                                                 |

## Население
Население коммуны на 2010 год составляло 1919 человек.
| 1962 | 1968 | 1975 | 1982 | 1990 | 1999 | 2010 |
| ---- | ---- | ---- | ---- | ---- | ---- | ---- |
| 2317 | 2343 | 2359 | 2220 | 2040 | 1989 | 1919 |